# Dimitris Michalopoulos
Dimitris Michalopoulos (în greacă Δημήτρης Μιχαλόπουλος, n. 1 mai 1952, Atena, Regatul Greciei) este un istoric grec, care s-a ocupat de mod special de România.

## Biografie
S-a născut în Atena la 1 mai 1952. A fost elev și si-a luat bacalaureatul la Școala Italiană din Atena (1964-1970). A studiat la Facultatea de Filosofie a Universității din Atena (1970-1974), la École Pratique des Hautes Études în Franța (1974-1975) și, primind o bursă de la guvernul francez, la École des Hautes Études en Sciences sociales, unde, în 1978, a obținut titlul de doctor în istorie. În perioada 1980-1982 a fost responsabil al arhivei președintelui Greciei, Konstantinos Karamanlis. A predat istoria la Facultatea de Drept a Universității „Aristotel” din Salonic, mai întâi ca lector (1982-1988), iar apoi ca profesor adjunct (1988-1994). În perioada 1990-2000 a fost director al Muzeului Orașului din Atena. A lucrat ca profesor de istorie la Școala de Război Naval (1990-1997) și tot ca profesor de istorie navală la Școala de Ofițeri Navali (1994-1997). Din 2004 până în 2011 a fost director al Institutului „Eleutherios Venizelos” (Atena). Din 1998 până în 2006 a lucrat la București, unde a făcut cercetări asupra personalității lui Apostol Arsache și a relațiilor româno-grecești. În mai 2017 a fost profesor invitat al Universității din București. Vorbește fluent limba franceză.Astăzi, este membru al Académie des arts et sciences de la mer (Pornichet, Franța) și membru asociat al Académie florimontane (Annecy, Franța).

## Scrieri despre România
- Arsaki. La vie d’un homme d’État, București: Editura Academiei Române, 2008 (ISBN 978-973-2701740-0). Prolog: Dan Berindei.
- "Une riposte aux Sturmvoegel",   Parnassos (Atena), XLIV (2002),137-150.
- Attitudes parallèles : Éleuthérios Vénisélos et Take Ionescu dans la Grande Guerre, Atena: Institut de recherches sur Éleuthérios Vénisélos et son époque, 20083 (ISBB 978-960-88457-9-4). Prolog: Dan Berindei și Georges K. Stefanakis.
- "Quelques considérations sur la Seconde Guerre Mondiale", Revue roumaine d'histoire, tome XXXIX (2000), Nos 1-4 (janvier-décembre), p. 203-213.
- "Apostol Arsachi", Revue roumaine d'histoire, tome XL-XLI (2001-2002), p. 139-158.
- "La Roumanie et la Grèce dans la Première Guerre Mondiale: Deux compagnons bizarres", Revue roumaine d'histoire, tome XLII (2003), Nos 1-4 (janvier-décembre), p. 251-273.
- "La Roumanie et la Grèce dans la Seconde Guerre Mondiale", Revue roumaine d'histoire, tome XLVIII (2004), Nos 1-4 (janvier-décembre), p. 227-239.
- "Le matérialisme aristotélicien et la formation d'une idéologie officielle dans les Pays Roumains", Revue roumaine d'histoire, tome XLV (2006), Nos 1-4 (janvier-décembre), p. 91-98.
- "Les fils de la Louve", Revue roumaine d'histoire, tome XLVI (2007), Nos 1-4 (janvier-décembre), p. 321-334.
- "Nicolae Titulescu à Athènes: Un entretien sur la portée du pacte balkanique", Revue roumaine d'histoire, tome XLVIII (2009), Nos 3-4 (juillet-décembre), p. 295-306.
- "Les Aroumains dans le cadre d'un congrès: Problèmes d'histoire et de survie", Revue roumaine d'histoire, tome XLIX (2010), Nos 3-4 (juillet-décembre), p. 223-224.
- "Codreanu and the Establishment", in Troy Southgate (ed.) Codreanu, London: Blackfront Press, 2011, p. 65-89.
- America, Russia and the Birth of Modern Greece, Washington-London: Academica Press, 2020 (ISBN  978-1-68053-942-4), pp.93-111.